# Manfreda jaliscana
Manfreda jaliscana är en sparrisväxtart som beskrevs av Joseph Nelson Rose. Manfreda jaliscana ingår i släktet Manfreda och familjen sparrisväxter. Inga underarter finns listade i Catalogue of Life.